# Veyretella
Veyretella je rod kaćunovki iz podtribusa Habenariinae kojemu pripadaju dvije vrste terestrijalnih biljaka s izduženim rizomima i mesnatim korijenjem, te uspravnim lisnatim stabljikama.
Obje vrste ograničene su na Gabon.

## Vrste
1. Veyretella flabellata Szlach., Marg. & Mytnik
2. Veyretella hetaerioides (Summerh.) Szlach. & Olszewski